# Ангел Иванов
Вижте пояснителната страница за други личности с името Ангел Иванов.
Ангел Иванов е български просветен деец от Македония.

## Биография
Ангел Иванов е роден в неврокопското село Мусомища, тогава в Османската империя. Учителства в Неврокоп (1866 – 1868, 1872 – 1874), в Тешово, Клепушна и други (1863 – 1865, 1869 – 1872). След освобождението на България отново преподава в Неврокоп (1878 – 1884, 1885 – 1888, 1894 – 1895), в Белица между 1889 и 1890 година, в Горна Джумая между 1892 и 1893 година, в Тешово между 1893 и 1894 година и в Каракьой между 1895 и 1898 година.
Той е автор на историческото изследване „Борбите на българите за черковно-училищни правдини в гр. Неврокоп“, публикувано през 1926 година в списание „Училищен преглед“.